# Cylindrophis boulengeri
Cylindrophis boulengeri är en ormart som beskrevs av Roux 1911. Cylindrophis boulengeri ingår i släktet cylinderormar och familjen Cylindrophiidae. Inga underarter finns listade i Catalogue of Life.
Denna orm förekommer på Timor och på mindre öar i samma region.